# Оборники (гмина)
Оборни́ки (пол. Oborniki) — гмина (волость) в Польше, входит как административная единица в Оборницкий повет, Великопольское воеводство. Население — 31 332 человека (на 2004 год).

## Сельские округа
1. Бомблин
2. Бомблинек
3. Бомблинец
4. Богданово
5. Хрустово
6. Домбрувка-Лесьна
7. Голашин
8. Голембово
9. Гурка
10. Кишевко
11. Кишево
12. Ковалевко
13. Кованово
14. Кованувко
15. Люлин
16. Луково
17. Манево
18. Нечайна
19. Немечково
20. Новолосконец
21. Обьезеже
22. Оцешин
23. Нове-Осово
24. Пахолево
25. Подлесе
26. Попово
27. Попувко
28. Пшецивница
29. Рожново
30. Славенко
31. Слонавы
32. Стобница
33. Сыцын
34. Слепухово
35. Сверкувки
36. Урбане
37. Усциковец
38. Усциково
39. Варгово
40. Выхованец
41. Вымыслово
42. Жерники
43. Жуково

## Соседние гмины
1. Гмина Мурована-Гослина
2. Гмина Обжицко
3. Гмина Полаево
4. Гмина Рогозьно
5. Гмина Рокетница
6. Гмина Рычивул
7. Гмина Сухы-Ляс
8. Гмина Шамотулы

## Известные уроженцы
- Антони Малецкий (1821—1913) — польский учёный-языковед, литературный критик и драматург.
- Николай Скшетуский (ок. 1610—1673) — прототип главного персонажа исторического романа польского писателя Генрика Сенкевича «Огнём и мечом» .